# 相威
相威（1241年—1284年），元朝将领，蒙古札剌亦儿氏，木华黎曾孙，国王速浑察第三子。
相威性情弘毅重厚。元世祖至元十一年（1274年），领其父速浑察所统兀鲁兀、忙兀、弘吉剌、亦乞列思、札剌儿等五投下兵攻打南宋，由正阳（今安徽颍上正阳镇）取安丰军（今安徽寿县）、庐州（治今安徽合肥市）、和州（今安徽和县），经安庆府（治今安徽潜山）渡江东下，与伯颜在润州镇江会师。定分三路进军临安（今浙江杭州），与董文炳率领东路兵，使得江阴、华亭（今上海松江）、上海、澉浦等地降元。至元十三年（1276年），宋恭帝降元，相威移兵瓜洲，与阿术合兵攻扬州，击败姜才。授征西都元帅，领汪总帅兵防御海都。至元十四年（1277年），召任江南行诸道台御史大夫，并行省、削冗官，陈奏便民十五事，被元世祖采纳。范文虎等攻打日本，败还。世祖想要再次兴师，相威遣使上书谏阻。至元二十年（1283年）入觐，将《资治通鉴》译成蒙古语。次年升为江淮行省左丞相，赴任途中在蠡州去世。

## 延伸阅读
[在维基数据编辑]
 《元史/卷128》，出自宋濂《元史》
 《新元史/卷120》，出自柯劭忞《新元史》